# Маріїнська жіноча гімназія (Полтава)

## Історія
15 червня 1860 Гімназія спочатку була заснована як Полтавське Маріїнське училище 1-го розряду. 
Перший набір складався із 206 дівчат, розподілених у 6 класах. Найбільша кількість з них після перевірки була зарахована до 1 класу — саме 84, до 2-го — 42, а до старших класів були прийняті 32 дівчини, що навчалися раніше в пансіонах або вдома. Тоді ж було відкрито і підготовчий клас, куди безкоштовно приймали дітей, які зовсім не вміли читати або знали лише абетку. Крім того, при училищі планувалося відкриття недільної жіночої школи, однак цей намір не було реалізовано. У 1863 році це училище було перейменоване на Маріїнське жіноче училище 1-го розряду, а у 1865 році переведено до будівлі, яку раніше займала чоловіча гімназія з пансіоном. 
24 травня 1870 року училище було перетворено на семикласну жіночу гімназію. У 1881 році, за клопотанням попечительки жіночої гімназії — дружини таємного радника Ольги Олександрівни Заборинської, будівля чоловічої гімназії, яку тимчасово займала жіноча гімназія, була остаточно передана їй у власність, із тим, щоб накопичений за минулі роки резервний капітал у розмірі до 25 тисяч рублів використати для пристосування будівлі до більш зручного та гігієнічного розміщення навчального закладу, що й було виконано у 1884 році. У 1880 році, за пропозицією викладача історії та педагогіки Г. В. Істоміна, було відкрито 8-й додатковий педагогічний клас. Першою начальницею гімназії була дружина колезького радника Уляна Григорівна Данилевська.
Кількість учениць досягала 450 (1881). Попечителями гімназії були: С. В. Кочубей, Г. П. Галаган, Й. А. Устимович, О. М. Абаза, начальником в останній період її існування — О. Є. Вукотич. Розташована на Олександрійській площі № 47 (тепер на цьому місці між вулицями Куйбишева і Лідова — будинок міської школи мистецтв; сучасна вул. Жовтнева № 35).  
У 1907 році керувала гімназією Шафранова Любов Семенівна. Кількість предметів було розширено порівняно із 1897 роком: тут викладалися чистописання, російська, німецька та французька мови, історія та географія, природознавство, математика, танці, рукоділля.  По закінченні навчання в гімназії видавалася свідоцтво домашньої вчительки, а в разі опанування педагогіки могла отримати право працювати домашньою наставницею. 
У 1913 р. з´явився підготовчий клас (старше відділення) і 8-ий додатковий клас. З 1 жовтня 1908 р. з'явилося молодше відділення підготовчого класу, у якому викладали вихованиці 8-го класу. Воно було відкрите з ціллю практично підготувати дівчат-випускниць до педагогічної та виховної діяльності. 
Серед відомих викладачів, які присвятили гімназії роки, були вчителька французької мови Вінтель Ольга Леонідівна та вчителька математики Полозова Катерина Константинівна, Ольга Євгенівна Вукотич (начальниця, 1913) та Полонська Марія Пилипівна. 
Гімназія була закрита остаточно після встановлення в м. Полтава радянської влади у 1919 р. 
Відомі ипускниці гімназії: 
 Василевська (Маркович) Роза-Бася Мордуховна (бл.1869—?), учасниця революційного руху
 Диатолович (Дениш) Віра Петрівна (біля 1864—?), учасниця революційного руху. 
 Кальченко (Павлова-Сильванская) Леоніда Костянтинівна, учасниця революційного руху. 
 Кальченко (Шрамкова) Людмила Василівна (кінець 1850-х—?), учасниця революційного руху. 
 Кривинська Любов Леопольдівна (1887—1992), медик, громадська діячка. 
 Кривинська Марія Леопольдівна (1887 — 1982), політична діячка. 
 Комаровська (Стеблін-Каменська) Ганна Миколаївна (1858—?), учасниця революційного руху. 
 Короленко Софія Володимирівна (1886—1957), дочка В. Г. Короленка, засновниця і перший директор Літературно-меморіального музею В. Г. Короленка.
 Медецька (Дическуло) Катерина Казимирівна (1851—1920), учасниця революційного руху. 
 Піскуновська Євгенія Петрівна (бл. 1855-?) дочка полковника, учасниця таємного товариства «Унія».